# Nadir Larbaoui
Nadir Larbaoui (Tébessa, 26 de septiembre de 1949) es un político, abogado y diplomático argelino, que se desempeña como primer ministro de Argelia desde noviembre de 2023.

## Biografía
Larbaoui en su juventud era un atleta de la selección nacional masculina de balonmano de Argelia. Participó en la Copa de Balonmano Masculino de Argelia y ganó la Copa de Argelia de 1971-1972, 1972-1973 y 1975-1976. Fue seleccionado durante el Campeonato Mundial de Balonmano en 1974 y luego durante el Campeonato Africano de Balonmano en 1976.
Después de retirarse del balonmano, se matriculó en la Facultad de Derecho de la Universidad de Argel y obtuvo una maestría en derecho internacional público y privado y una licenciatura en derecho, lo que lo convierte en abogado.

### Carrera política
Pasó a trabajar para el Ministerio de Relaciones Exteriores, sirviendo como Director de la División de Asuntos Jurídicos y Consulares, Director de la División de Relaciones Económicas Internacionales y Director de la División del Magreb Árabe. Más tarde se convirtió en diplomático de carrera, sirviendo como embajador en las Naciones Unidas, Pakistán, la Liga Árabe, la Unión del Magreb Árabe y Egipto.
Larbaoui se convirtió en jefe de gabinete del presidente Abdelmadjid Tebboune en marzo de 2023.
El presidente Tebboune nombró a Larbaoui como primer ministro el 11 de noviembre de 2023, en sustitución de Aiman Benabderrahmane, que había sido despedido. Varios observadores caracterizaron esto como un deseo del presidente Tebboune de centralizar aún más la toma de decisiones casi un año antes de las elecciones presidenciales programadas para diciembre de 2024.

### Vida personal
Larbaoui está casado y tiene dos hijos.